# Phthiracarus obscurus
Phthiracarus obscurus är en kvalsterart som beskrevs av Wojciech Niedbała 1986. Phthiracarus obscurus ingår i släktet Phthiracarus och familjen Phthiracaridae. Inga underarter finns listade i Catalogue of Life.